# Antoine Franceschetti
Antoine Franceschetti, né le 12 mars 1913 à Marseille et mort en 1968 à Bargemon, est un footballeur français évoluant au poste d'attaquant, devenu ensuite entraîneur.

## Statistiques
| Saison                | Club                  | Championnat           | Championnat | Championnat | Coupe(s) nationale(s) | Coupe(s) nationale(s) | Total | Total |
| Saison                | Club                  | Division              | M.          | B.          | M.                    | B.                    | M.    | B.    |
| 1935-1936             | AS Cannes             | Ligue 1               | 29          | 23          | 3                     | 5                     | 32    | 28    |
| 1936-1937             | AS Cannes             | Ligue 1               | 29          | 16          | 4                     | 1                     | 33    | 17    |
| 1937-1938             | AS Cannes             | Ligue 1               | 21          | 10          | 3                     | 3                     | 24    | 13    |
| 1938-1939             | AS Cannes             | Ligue 1               | 28          | 16          | 4                     | 3                     | 32    | 19    |
| 1940-1941             | AS Cannes             | Ligue 1               | -           | -           | 3                     | 0                     | 3     | 0     |
| 1941-1942             | AS Cannes             | Ligue 1               | -           | -           | 4                     | 0                     | 4     | 0     |
| 1942-1943             | AS Cannes             | Ligue 1               | -           | -           | 2                     | 0                     | 2     | 0     |
| 1943-1944             | AS Cannes             | Ligue 1               | -           | -           | 2                     | 0                     | 2     | 0     |
| 1944-1945             | AS Cannes             | Ligue 1               | -           | -           | 1                     | 0                     | 1     | 0     |
| 1945-1946             | AS Cannes             | Ligue 1               | 27          | 1           | 3                     | 0                     | 30    | 1     |
| 1946-1947             | AS Cannes             | Ligue 1               | 17          | 0           | 2                     | 0                     | 19    | 0     |
| Sous-total            | Sous-total            | Sous-total            | 151         | 66          | 31                    | 12                    | 182   | 78    |
| 1947-1948             | Le Havre AC           | Ligue 2               | 25          | 1           | 2                     | 0                     | 27    | 1     |
| Sous-total            | Sous-total            | Sous-total            | 25          | 1           | 2                     | 0                     | 27    | 1     |
| Total sur la carrière | Total sur la carrière | Total sur la carrière | 176         | 67          | 33                    | 12                    | 209   | 79    |

## Palmarès
- Champion de DH Corse en 1933 avec le CA Bastia.
- Finaliste de la Coupe de France 1941-1942 (zone libre) avec l'AS Cannes.
- Meilleur buteur de l'histoire de l'AS Cannes avec 66 buts en championnat et 78 toutes compétitions confondues.